# Lothar Ulsaß
Lothar Ulsaß (9. září 1940, Hannover - 18. června 1999, Vídeň) byl německý fotbalista, útočník a záložník.

## Fotbalová kariéra
Začínal v týmech Sportfreunde Ricklingen a SV Arminia Hannover. V německé bundeslize hrál za Eintracht Braunschweig, nastoupil ve 201 ligových utkáních, dal 84 gólů a s týmem vyhrál v roce 1967 Bundesligu. V Poháru mistrů evropských zemí nastoupil ve 4 utkáních. Za německou reprezentaci nastoupil v letech 1965–1969 v 10 utkáních a dal 8 gólů. 

## Ligová bilance
| Ročník                                    | Zápasy | Góly | Klub                   |
| ----------------------------------------- | ------ | ---- | ---------------------- |
| Fußball-Oberliga Nord 1962/1963           | 26     | 23   | SV Arminia Hannover    |
| 2. německá fotbalová Bundesliga 1963/1964 | 5      | 3    | SV Arminia Hannover    |
| Německá fotbalová Bundesliga 1964/1965    | 30     | 12   | Eintracht Braunschweig |
| Německá fotbalová Bundesliga 1965/1966    | 31     | 17   | Eintracht Braunschweig |
| Německá fotbalová Bundesliga 1966/1967    | 32     | 14   | Eintracht Braunschweig |
| Německá fotbalová Bundesliga 1967/1968    | 19     | 10   | Eintracht Braunschweig |
| Německá fotbalová Bundesliga 1968/1969    | 30     | 6    | Eintracht Braunschweig |
| Německá fotbalová Bundesliga 1969/1970    | 27     | 7    | Eintracht Braunschweig |
| Německá fotbalová Bundesliga 1970/1971    | 32     | 18   | Eintracht Braunschweig |
| Rakouská fotbalová Bundesliga 1972/1973   | 15     | 7    | Wiener Sport-Club      |
| Rakouská fotbalová Bundesliga 1973/1974   | 23     | 10   | Wiener Sport-Club      |
| CELKEM Německá fotbalová Bundesliga       | 201    | 84   |                        |
| CELKEM Rakouská fotbalová Bundesliga      | 38     | 17   |                        |